# Le Serpent aux mille coupures (film)
Cet article concerne le film d'Éric Valette. Pour le roman de DOA, voir Le Serpent aux mille coupures.
Pour plus de détails, voir Fiche technique et Distribution.
Le Serpent aux mille coupures est un film français réalisé par Éric Valette, sorti en 2017.

## Synopsis
Un motard est recueilli blessé par une famille habitant dans le sud-ouest de la France. Mais il les prend en otage. Ce motard est poursuivi par plusieurs criminels...

## Fiche technique
Sauf indication contraire, les informations mentionnées dans cette section peuvent être confirmées par la base de données cinématographiques IMDb,  présente dans la section « Liens externes ».
- Titre : Le Serpent aux mille coupures
- Titre international : Thousand Cuts
- Réalisation : Éric Valette
- Scénario et adaptation : Hervé Albertazzi et Éric Valette d'après le roman éponyme de DOA
- Dialogues : Hervé Albertazzi
- Montage : Sébastien Prangère
- Direction artistique : Jennifer Chabaudie
- Chef décoratrice : Catherine Cosme
- Costumes : Frédérique Leroy
- Cascades : Jérôme Gaspard et Alexandre Lopoka
- Musique : Christophe Boulanger et Mike Theis
- Supervision musicale :
- Postproduction : Alexandre Isidoro
- Producteur : Raphael Rocher
- Coproducteur : Adrian Politowski
- Sociétés de production : Capture The Flag Films[1], The French Connection et Nexus Factory
- Soutiens à la production :
- Société de distribution : New Story District ( France)
- Pays d'origine :  France
- Langue : français
- Genre : thriller
- Durée : 106 minutes
- Budget : 4 550 618 euros[2]
- Format : couleur - 2.35:1
- Son :
- Visa d'exploitation n°127 670
- Dates de sortie : 
  - France - 5 avril 2017
  - Suisse : 5 juillet 2017 (Festival international du film fantastique de Neuchâtel 2017)

## Distribution
- Tomer Sisley : Le motard
- Terence Yin : Tod
- Pascal Greggory : Massé du Réaux
- Stéphane Debac : Jean-François Neri
- Erika Sainte : Stéphanie
- Carlos Cabra : Barrera
- Cédric Ido : Omar
- Gérald Laroche : Adrien Viguie
- Victoire De Block : Zoé
- Guillaume Destrem : Baptiste Latapie
- Jean-Jacques Lelté : Paul Cathala
- Stéphane Henon : Crebain
- Clémence Bretécher : Saskia Jones
- Marcos Adamantiadis : Gendarme
- Marie Catrix : Gendarmette
- Charles François :
- Didier Gesquière : Professeur Guibal
- Alexandre Picot : Douanier
- Vincent Santamaria : Alexander / Le steward